# Syntrichura sphecomorpha
Syntrichura sphecomorpha är en fjärilsart som beskrevs av Felix Bryk 1953. Syntrichura sphecomorpha ingår i släktet Syntrichura och familjen björnspinnare. Inga underarter finns listade i Catalogue of Life.